# Kîdanivka, Bohuslav
Kîdanivka (în ucraineană Киданівка) este o comună în raionul Bohuslav, regiunea Kiev, Ucraina, formată numai din satul de reședință.

## Demografie
Componența lingvistică a comunei Kîdanivka
     Ucraineană (99,6%)
     Alte limbi (0,4%)
Conform recensământului din 2001, majoritatea populației comunei Kîdanivka era vorbitoare de ucraineană (99,6%), existând în minoritate și vorbitori de alte limbi.